# Panicum agrostoides
Panicum agrostoides är en gräsart som beskrevs av Spreng.. Panicum agrostoides ingår i släktet vipphirser, och familjen gräs. Inga underarter finns listade i Catalogue of Life.